# Musée Louis-de-Funès
Ne doit pas être confondu avec Musée de Louis.
Le musée Louis-de-Funès est un musée consacré à l'acteur français Louis de Funès. 

## Histoire

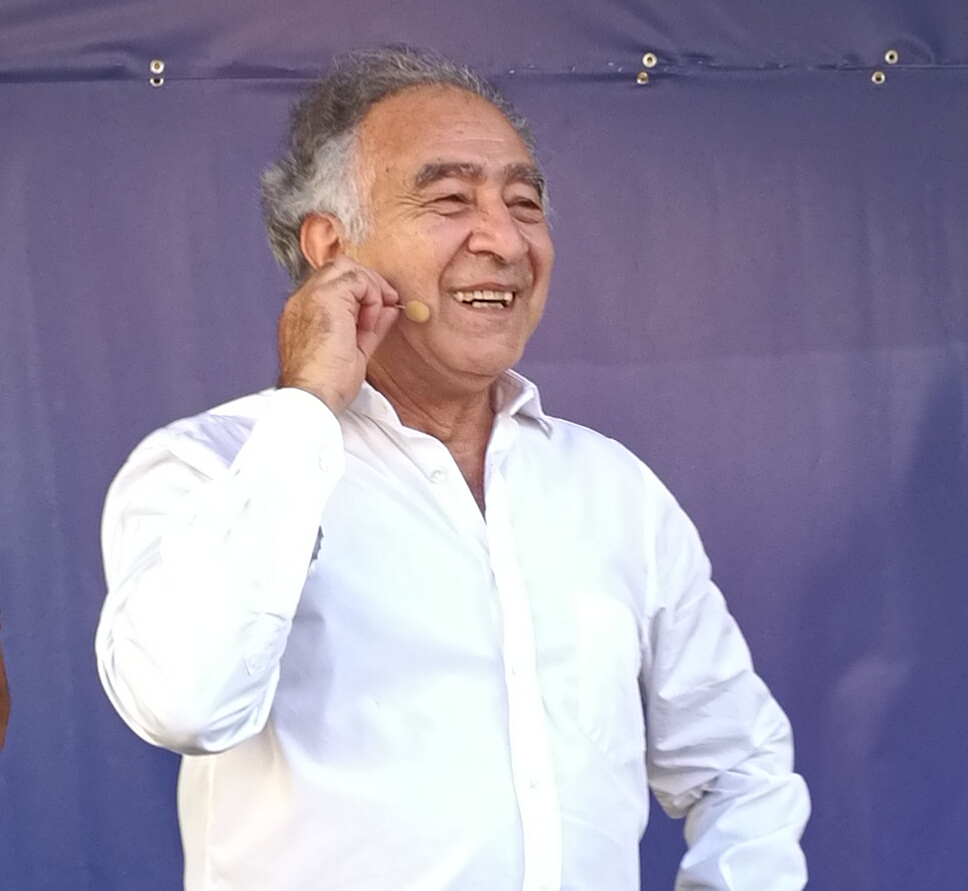
Le chorégraphe Ilan Zaoui dirigeant un flash mob reprenant la danse des Aventures de Rabbi Jacob, lors de l'inauguration du musée en 2019.

Situé à Saint-Raphaël dans le Var, le musée Louis-de-Funès, lancé sous l'impulsion de Julia de Funès, la petite-fille de l'acteur, fait suite au musée de Louis, un premier musée fermé en 2016 établi dans son château de Clermont, et en récupère la collection, dont les prêts de la famille de Funès. Étant sur la côte d'Azur, le musée est ainsi proche du musée de la Gendarmerie et du Cinéma de Saint-Tropez, notamment consacré aux films du Gendarme de Saint-Tropez. L'acteur avait tourné à Saint-Raphaël les scènes du camping italien dans Le Corniaud (1965) et un court passage de son dernier film, Le Gendarme et les Gendarmettes (1982).
Le musée Louis-de-Funès est inauguré le 31 juillet 2019, jour du cent cinquième anniversaire de la naissance de Louis de Funès. Un mois après son ouverture, il a réalisé les trois quarts de son objectif de fréquentation annuel, avec mille visiteurs par jour.

## Expositions
Le musée présente une exposition temporaire chaque année à partir de 2021 :
- 26 juin 2021 au 31 mai 2022 : Le Corniaud, la 2CV s’exp(l)ose à Saint-Raphaël[4].
- 25 juin 2022 au 31 mai 2023 : La gastronomie : Louis de Funès en fait tout un plat !, notamment sur Le Grand Restaurant et L'Aile ou la Cuisse[5],[6],[7].
- 24 juin au 31 décembre 2023 : Charlie Chaplin et Louis de Funès : Le geste et la parole, en collaboration avec le musée Chaplin's World[8].
- septembre 2023 : Louis de Funès et les Fantasques, collaboration avec l'école Duperré[9],[10].
- 6 juin 2024 au 31 mars 2025 : La Grande Vadrouille débarque à Saint-Raphaël, à l'occasion des 80 ans du débarquement de Provence[11].
- 7 juin 2025 au 31 mars 2026 : Les Univers Fantastiques, sur le cinéma fantastique et de science-fiction (la trilogie Fantomas, Hibernatus, Le Gendarme et les Extraterrestres, La Soupe aux choux)[12].

Des expositions sont organisées à l'extérieur avec le soutien du musée Louis-de-Funès :
- 5 avril au 5 novembre 2023 : En vadrouille avec Louis de Funès au musée national de l'Automobile, à Mulhouse, rassemblant des voitures apparues dans ses films[13],[14],[15].
- 1er mai au 1er septembre 2024 : Charlie Chaplin et Louis de Funès : Le geste et la parole au musée Chaplin's World, à Corsier-sur-Vevey en Suisse, reprise de l'exposition de 2023[16],[17].